# Rick Ley
Richard Norman Ley (Orillia, 6 giugno 1948) è un allenatore di hockey su ghiaccio ed ex hockeista su ghiaccio canadese.
Nel corso della carriera militò come difensore nella National Hockey League e nella World Hockey Association, divenendo una delle bandiere degli Hartford Whalers. In seguito intraprese la carriera da allenatore.

## Carriera

### Giocatore
Ley giocò a livello giovanile nella OHA con i Niagara Falls Flyers, conquistando da capitano nel 1968 la Memorial Cup. Due anni prima era stato scelto in occasione dell'NHL Amateur Draft 1966 in sedicesima posizione assoluta dai Toronto Maple Leafs.
Nella stagione 1968-69 Ley esordì in National Hockey League con i Maple Leafs, squadra con cui rimase fino al 1972 totalizzando 243 apparizioni e 64 punti. Quell'anno decise di trasferirsi nella neonata World Hockey Association firmando con i New England Whalers. Nel 1973 la squadra vinse il primo Avco World Trophy dopo aver battuto i Winnipeg Jets per 4-1.
Nelle stagioni successive Ley si affermò fra i migliori difensori della lega, prendendo parte a 6 All-Star Game e giocando sette partite delle Summit Series 1974 contro l'Unione Sovietica, provocando inoltre una rissa con l'attaccante sovietico Valerij Charlamov durante Gara-6. Nel 1975 diventò il nuovo capitano della squadra, ruolo mantenuto fino allo scioglimento della lega avvenuto nel 1979. Ley vinse inoltre il Dennis A. Murphy Trophy come miglior difensore.
Alcune squadre della WHA sopravvissute si iscrissero alla NHL dalla stagione 1979-80, compresi i Whalers che cambiarono nome in Hartford Whalers. Durante l'Expansion Draft i diritti di Ley furono inizialmente reclamati dai Maple Leafs, per poi passare nuovamente ai Whalers. Si ritirò nel 1981, e un anno più tardi la sua maglia numero 2 fu ritirata.

### Allenatore
Iniziò la propria carriera da allenatore subito dopo il ritiro come vice allenatore dei Whalers e capo allenatore dei Binghamton Whalers in American Hockey League. Dal 1984 al 1988 allenò in IHL conquistando una Turner Cup e il Commissioner's Trophy come allenatore dell'anno.
Dopo due anni da capo allenatore degli Hartford Whalers Ley passò ai Vancouver Canucks, squadra che giunse alle finali della Stanley Cup nel 1994. Nel 1998 diventò il vice di Pat Quinn ai Toronto Maple Leafs fino al ritiro definitivo nel 2006.

## Palmarès

### Giocatore

#### Club
- Avco World Trophy: 1

New England: 1972-1973
- Memorial Cup: 1

Niagara Falls: 1968

#### Individuale
- Dennis A. Murphy Trophy: 1

1978-1979
- WHA First All-Star Team: 1

1978-1979
- WHA Second All-Star Team: 1

1977-1978
- WHA All-Star Game: 6

1973, 1974, 1975, 1976, 1978, 1979
- OHA First All-Star Team: 1

1967-1968

### Allenatore

#### Club
- Turner Cup: 1

Muskegon: 1985-1986

#### Individuale
- Commissioner's Trophy: 1

1984-1985